# The Globe Sessions
The Globe Sessions es el tercer álbum de la cantante y compositora estadounidense Sheryl Crow, fue publicado en 1998 y sería el trabajo de la artista que la daría a conocer al mundo fuera de EE. UU..
Ganó el premio Grammy al mejor álbum rock del año, siendo nominado a varias candidaturas.
El álbum alcanzó el número #2 en la lista de ventas de Inglaterra y el #5 en el Billboard 200 en EE. UU., alcanzando unas ventas totales de dos millones en enero de 2008. 

## Diferentes ediciones del CD

### Edición estándar
«Crash & Burn» contiene una pista oculta llamada «Subway Ride», compuesta por Crow que menciona el proceso al presidente Bill Clinton.
Países de venta: EE. UU., España.

### Versión japonesa
La versión japonesa contiene las canciones extras «Caroline» y «Resuscitation» compuestas por Crow y Trott y una versión de la canción de Guns N' Roses, «Sweet Child o' Mine», también incluye un CD extra con seis canciones en directo grabado en la Iglesia de la Sagrada Trinidad en Toronto, Canadá, el 13 de noviembre de 1998.

## Lista de temas
| Edición estándar |                                                        |              |          |  |
| N.º              | Título                                                 | Escritor(es) | Duración |  |
| 1.               | «My Favorite Mistake»                                  | Crow, Trott  | 4:08     |  |
| 2.               | «There Goes the Neighborhood»                          | Crow, Trott  | 5:02     |  |
| 3.               | «Riverwide»                                            | Crow         | 4:07     |  |
| 4.               | «It Don't Hurt»                                        | Crow, Trott  | 4:49     |  |
| 5.               | «Maybe That's Something»                               | Crow, Trott  | 4:17     |  |
| 6.               | «Am I Getting Through (Part I & II)»                   | Crow         | 5:31     |  |
| 7.               | «Anything But Down»                                    | Crow         | 4:17     |  |
| 8.               | «The Difficult Kind»                                   | Crow         | 6:19     |  |
| 9.               | «Mississippi»                                          | Bob Dylan    | 4:41     |  |
| 10.              | «Members Only»                                         | Crow         | 4:57     |  |
| 11.              | «Crash & Burn»                                         | Crow         | 6:41     |  |
| 12.              | «Subway Ride» (Pista oculta después de «Crash & Burn») | Crow         | 3:55     |  |
| 13.              | «Resuscitation»                                        |              |          |  |
| 55:06            |                                                        |              |          |  |

| Edición japonesa CD 1 |                 |          |  |
| N.º                   | Título          | Duración |  |
| 1.                    | «Resuscitation» |          |  |
| 2.                    | «Caroline»      |          |  |

| CD extra, versión japonesa |                              |          |  |
| N.º                        | Título                       | Duración |  |
| 1.                         | «A Change Would Do You Good» | 4:04     |  |
| 2.                         | «Riverwide»                  | 4:32     |  |
| 3.                         | «It Don't Hurt»              | 5:26     |  |
| 4.                         | «Strong Enough»              | 3:17     |  |
| 5.                         | «The Difficult Kind»         | 6:42     |  |
| 6.                         | «Everyday Is a Winding Road» | 6:42     |  |

## Personal músico
- Sheryl Crow – órgano, guitarra acústica, bajo, guitarra, armónica, percusión, guitarra eléctrica, teclado, órgano Hammond, pandereta, voz, clavinet, guitarra de 12 cuerdas, guitarra de acero Nacional, Wurlitzer, guitarra eléctrica de 12 cuerdas, guitarra acústica de 12 cuerdas
- Jim Bogios – batería
- Avril Brown – violín
- Kathy Crow – vocals
- Michael Davis – trombón
- Mark Feldman – violín
- Mitchell Froom – clavinet
- Lisa Germano – violín, autoharpa
- Maura Giannini – violín
- Jimmie Haskell – conductor
- Bobby Keys – saxofón alto, saxofón barítono, saxofón tenor
- Michelle Kinney – violonchelo
- Greg Leisz – pedal de metal, banjo
- Val McCallum – guitarra, guitarra eléctrica
- Dan McCarroll – batería
- Wendy Melvoin – bajo, guitarra
- Matthew Pierce – violín
- Lorenza Ponce – violín
- Dan Rothchild – bajo, contrabajo
- Mary Rowell – violín
- Jane Scarpantoni – violonchelo
- Laura Seaton – violín
- Kent Smith – trompeta
- Tim Smith – guitarra acústica, bajo, guitarra eléctrica
- Benmont Tench – órgano, piano, hammond, chamberlin
- Jeff Trott – guitarra acústica, bajo, guitarra, guitarra eléctrica, guitarra eléctrica de 12 cuerdas, sintetizador Moog, slide guitar, trémolo guitarra eléctrica de 12 cuerdas
- Gregg Williams – percusión, batería, tambourine
- Todd Wolfe – guitarra eléctrica
- Mary Wooten – violonchelo
- Garo Yellin – violonchelo

## Producción
- Productores: Sheryl Crow, («Sweet Child O´Mine» producida por Rick Rubin)
- Productor ejecutivo: Rory Kaplan
- Ingeniero: David Schiffman, Trina Shoemaker
- Asistente de ingeniero: Brandt Scott, Brian Scott, Steve Sisco, Howard Willing
- Ingeniero digital: Jeff Levison
- Ingenioeros de mezcla: Steve Sisco, Howard Willing
- Mezcla: Tchad Blake, Richard Dodd, Rick Rubin, David Schiffman, Steve Sisco Assistant, David Tickle, Andy Wallace, Howard Willing
- Ingenieros asistentes: Chris Hudson, Steve Sisco, Pam Wertheimer, Howard Willing
- Mezcla soundround: David Tickle
- Masterización: Bob Ludwig, David Tickle
- Masterización digital: David Tickle
- Programación: Gregg Williams
- Coordinadores de producción: Chris Hudson, Brandt Scott, Brian Scott, Pam Wertheimer
- Loop de batería: Trina Shoemaker
- Arreglos de cuerda: Jimmie Haskell
- Dirección artística: Jeri Heiden
- Diseño: Jeri Heiden
- Fotografía: Tchad Blake, Peter Lindbergh
- Fotografía de interior: Tchad Blake

## Posicionamiento

### Álbum
| Lista (1998)          | Posicionamiento más alto |
| --------------------- | ------------------------ |
| Canadian Albums Chart | 3                        |
| UK Albums Chart       | 2                        |
| EE. UU. Billboard 200 | 5                        |

### Sencillos
| Año  | Sencillo                      | Lista                   | Posición |
| ---- | ----------------------------- | ----------------------- | -------- |
| 1998 | «My Favorite Mistake»         | Adult Top 40            | 2        |
| 1998 | «My Favorite Mistake»         | Top 40 Adult Recurrents | 3        |
| 1998 | «My Favorite Mistake»         | Modern Rock Tracks      | 26       |
| 1998 | «My Favorite Mistake»         | Top 40 Mainstream       | 5        |
| 1998 | «My Favorite Mistake»         | Top 40 Tracks           | 7        |
| 1998 | «My Favorite Mistake»         | Billboard Hot 100       | 20       |
| 1998 | «My Favorite Mistake»         | UK Singles Chart        | 9        |
| 1998 | «My Favorite Mistake»         | Canadian Singles Chart  | 6        |
| 1998 | «There Goes The Neighborhood» | UK Singles Chart        | 19       |
| 1999 | «Anything But Down»           | Adult Top 40            | 7        |
| 1999 | «Anything But Down»           | Top 40 Mainstream       | 17       |
| 1999 | «Anything But Down»           | Top 40 Tracks           | 19       |
| 1999 | «Anything But Down»           | Billboard Hot 100       | 49       |
| 1999 | «Anything But Down»           | UK Singles Chart        | 19       |

## Fechas de lanzamiento
| Region      | Date                     |
| ----------- | ------------------------ |
| Reino unido | 21 de septiembre de 1998 |
| EE. UU.     | 29 de septiembre de 1998 |

## Premios y nominaciones
| Año  | Álbum              | Premio                                | Ganado |
| ---- | ------------------ | ------------------------------------- | ------ |
| 1999 | The Globe Sessions | Álbum del año                         | No     |
| 1999 | The Globe Sessions | Mejor álbum rock                      | Sí     |
| 1999 | The Globe Sessions | Mejor álbum "asistenciado" no clásico | Sí     |

- Datos: Q430463